# Možná že odcházíme
Možná že odcházíme je sbírka dvaceti existenciálních povídek, které napsal Jan Balabán, poprvé kniha vyšla roku 2004 (v nakladatelství Host). Povídková sbírka byla oceněna v anketě Lidových novin roku 2004 a roku 2005 byla oceněna cenou Magnesia Litera za prózu.

Povídky většinou vykreslují postavy ve zlomových okamžicích života, neboli v okamžiku životní krize.

## Děj povídek

### Emil
Hlavní postavou je alkoholik Emil, myslí na svého bratra, který pracuje jako inženýr v továrně na parfémy, díky němu měl vždy po ruce čistý líh. Zatímco jeho bratr v opilosti sváděl laborantky, Emil usnul dřív, než začala zábava. Když ráno Emil trpí kocovinou, vzpomíná na svou bývalou rodinu, ale už o ní nic neví, zdá se mu, že je starým omšelým autem s novými gumami. Emil se konečně probudí úplně, zavolá své přítelkyni, zdravotní sestře, krátký rozhovor ho nezajímá, jde tedy nakoupit do nonstop obchodu, dva otrapové před ním kupují krabicové víno a Emil myslí na čistý líh.

### Diana
Hans přijel za farářem, ten se i s manželkou stěhuje, a tak nabídl Hansovi, že si může odvézt knihy, které se povalují na půdě. Farář Hansovi vypráví, že chtěl pro ženu vybudovat na půdě ateliér, žena tak trochu maluje, ale nějak se k tomu nedostal. Poté jde Hans na půdu, při přebírání knih si vzpomněl na Dianu, ženský akt, malovaný uhlem, jež namaloval jeho bratr. Našel ji na půdě mezi knihami, přímo pod nohama měla napsáno „Velká je Diana Efeských“ (pohané v Efesu to pokřikovali na Apoštola Pavla, když zvěstoval evangelium). Hans si chtěl malbu odnést, ale nemohl to udělat a nechal ji tam. Odnáší si jen pár knih, fara zůstává opuštěná, Hans odjíždí a říká si, že příště už si Dianu vezme.

### Magda
Chlapec Jaromír nalézá malou dubovinu, myslí si, že o ní nikdo neví, a tak se stává jeho tajemstvím.
Magda se cítí dusivě, ve svém panelákovém bytě, šla na svůj zamřížovaný balkón, zamřížovaný je proto, že balkón v prvním patře je ve výšce jen několika metrů, kvůli tomu pro jistotu zamřížoval balkón i soused bydlící nad Magdou, a pak ten nad ním, sami si tak vyrábíme vlastní vězení. Magda si zapálí cigaretu, vzpomíná na svého chlapce, přeje si s ním zajít do dubového lesíka, doufá, že je tam nikdo nenajde.

### Bethezda
Ludvíka, který pracuje v kanceláři, navštívil podomní prodejce a nabízel mu hudební CD, Ludvík obchodníka vyhodil. Ludvík dříve studoval teologii, ale skončil u rutinní počítačové práce (svou práci přirovnává k práci opisovačů not, kteří kopírovali partitury, jež nikdy neslyšeli). Po práci jde sám do baru Pelikán, bar je poloprázdný, u baru sedí obchodník, kterého ráno Ludvík vyhodil. Obchodník mluví s barmankou, rád by si poslechl nějaké CD, které prodává, protože je nikdy neslyšel, vypráví o své rodině, je rozvedený, jeho druhá žena mu zakázala styk s dětmi, jeho kluk začal fetovat, ale má i dceru, která podle něj má perspektivu. Barmanka spustí v přehrávači jedno CD. Ludvík je poslouchá a pak vzpomíná, co se přihodilo u rybníka Bethezda, nějaký chromý nebožák mnoho let volal Ježíše, že nenašel nikoho, kdo by ho odnesl do vody, Ježíš ho uzdravil. Ludvík si náhle chtěl koupit CD, které obchodník prodával a obchodníkovi tak trochu pomoci, ale obchodník už odchází a hrající CD ponechá barmance jako dárek.

### Uršula
Uršula je žena v domácnosti, její manžel je lékař Roman Hradílek, se svým přítelem Wagnerem chodívá často na pivo. Uršula je nešťastná ze svého života, ubijí ji stereotyp, děti, tchyně, nákupy – každodenní stejnost. Několikrát denně se koupe, aniž je díky tomu šťastná, dříve pracovala na univerzitě, ale poté už nechtěla hledat novou práci, znechutila ji ta představa. Roman jede zítra na soustředění s ragbistkami, Uršula šla ven, šla do obchodu, i když nepotřebovala nic koupit, na benzínce potom koupila kondomy a cigarety („Jako děvka“). Kondomy přibalila Romanovi do kufru, teď už je jí všechno jedno.

### Kolotoč
U nákupního střediska Rozlet jsou kolotoče, fotograf Bednář tam fotil holčičku v laminátové labuti, byl s ním jeho známý, novinář Hans. Hans jel s Bednářem do jeho domu, kde byla jeho žena, zpěvačka Alice Bednářová, mají krásný dům, ale takový dům se stává pastí pro mladé umělce. Bednář se s Alicí vlastně už rozešel, jen „na oko“ spolu nadále žijí. Bednář má před sebou první velkou výstavu, Hans o ní píše článek, dostal za svou práci od Bednáře fotku labutě. Hans posléze odjíždí, v tramvaji si prohlíží fotografii, vzpomíná, jak jako malý kluk jel na dětském kolotoči, jel sám, neměl přátele, ani teď je nemá, pozoroval starší kluky a holky a bolelo ho u srdce, stejně jako ho bolí u srdce teď.

### U komunistů
Leoš, učitel katedry historie, nalezl ve schránce dopis, nevěděl od koho je a neodhodlal se ho otevřít.
Po práci nechtěl jít domů, šel tedy do hospody U mrtvoly, ale ta byla právě přestavována na asijské bistro, zašel tedy hospody Pub u třešní, kterému se říkalo U komunistů, protože hospoda byla majetkem strany. Popíjel a rozjímal o komunismu. Přiopilý pak šel domů, doma roztrhal a vyhodil onen neotevřený dopis. Po pár dnech ho navštívila pisatelka dopisu, jeho neznámá starší sestra, Elena. Při kávě si spolu příjemně popovídali, Elena žije sama, stejně jako Leoš, oba v sobě našli spřízněné duše, na noc Elena odešla do hotelu, Leoš ji objal a bylo mu velmi smutno, že odchází.

### Hlas jeho pána
Hans řeční o svém teriéru podobnému psu (tvrdí, že pes nosí ve svém srdci svého pána a vždy se snaží poslechnout pánův hlas); podle Anny Marie, se kterou má Hans děti, Hans mluvil skrze psa k sobě samému (psovi závidí pána a vlkovi svobodu). Teriéru podobný pes se jmenuje Tom, podle Toma Jonese z knih Henryho Fieldinga, který nalezl azyl u lehkých dívek, stejně jako pes Tom. Anna tvrdí, že je u nich Tom šťastný, neví čí je, je u nich v bezpečí, nic mu nechybí a nechce být jinde, Hans ji ale odporuje, tvrdí, že to Tom možná jen předstírá a ve skutečnosti čeká na hlas svého pravého pána.

### Pyrhula Pyrhula
Michal s Věrou lezou po horách a povídají si spolu o ptácích. Michal Věře vypráví, že když mu bylo dvanáct, tak našel mrtvého hýla, maminka mu řekla, aby ho vyhodil, kvůli infekcím, a tak poprosil otce, který pracoval na hygienické stanici, aby mu ho vycpal. Po nekonečném několikadenním čekání mu otec přinesl jen ptačí kostru s ohavným sternem (mohutná hrudní kost, na níž jsou upnuty létací svaly), ale to už nebyl Michalův hýl, kostra se po letech někde ztratila. Michal přemýšlí, že kdyby existovali andělé a uměli by létat, tak by jejich kostra musela vypadat úplně jinak, Věra mu odpovídá otázkou, proč by bůh stvořil ptáky, kdyby uměli létat andělé.

### Do chodníčka
Horal Vladek žije sám na samotě za Ostrou Horou v chalupě po dědovi. Chalupa chátrá, Vladek se o ni příliš nestará, sotva obhospodaří zvířata a jiné nezbytné práce. Vladek se narodil v Havířově, vyučil se elektrikářem u Bytostavu, instaloval elektrické obvody v nově vznikajících havířovských bytech, posléze se odstěhoval na samotu, chvíli dojížděl do práce, ale posléze dojíždění vzdal, přistavil k chalupě přístavbu, ve které stejně nikdy nebydlel. V hospodě mu chlapi poradili, aby přístavbu pronajal „lufťákům“, a tak se zanedlouho k Vladkovi nastěhoval pár z Ostravy (za 10 Kč za den).

Ostraváci – Pavla a Milan (učitel) – jsou milenci, Milan má rodinu. Pavla se Vladka bojí – bojí se, že je zabije sekerou. Pavla se také bála, myslela, že viděla ducha, šlo ale o opilého Vladka a opilou Božku, kterou Vladek vezl na pohotovost. Jedné noci Vladek pozoroval Ostraváky, jak spí. Ráno nato Ostraváci nebyli doma. Vladek se o ně bál, naštěstí je ale uviděl – byli na procházce, a tak si nalil ostružinové víno, pozdravil se se svými „lufťáky“ a zvolal „Decko do chodníčka!“

### Gabriel
Pár Timi (evangelík) a Gabriela (ateistka) spolu jdou na hřbitov poklidit hrob Gabrielina dědečka, Čestmíra – jako každý poslední pátek v měsíci; Gabriela chodí „za dědou“ ráda. Pro Gabrielu je velmi důvěrné, když jde Timi s ní. Timimu se nezdá, že Gabriela chce jít na hřbitov v plavkách, ona mu začne vyprávět, že děda byl na ženské, ale prý nesnášel pohled na nahé tělo, protože pracoval v koncentráku Birkenau a vyklízel plynové komory od mrtvol. Po válce si vzal Gabrielinu babičku, pil a vůči lidem se choval velmi arogantně, babičku dohnal do blázince, zesměšňoval Gabrieliny rodiče, ale Gabrielu měl rád, asi jen ji. Na hřbitově, když Gabriela poklízela dědův hrob, tak v ní Timi uviděl anděla Gabriela. Po návštěvě hřbitova plavali nazí v nedaleké štěrkovně, kde smývali svou vlastní hanbu.

### Cedr a kladivo
Sestra na oddělení psychiatrie dává pacientům možnost jít si zakouřit. Do kuřárny se odebírají dva muži – Dr. Kraus, biolog (kterého opustila manželka), jenž je v léčebně kvůli pití, a Pavel Červenka zvaný Paloš, častý pacient léčebny. Primářka poprosila Krause, aby s Palošem promluvil. Paloš doktorovi vypráví o svém životě. Do léčebny se přihlásil dobrovolně, je bezdomovec, ale přebýval i v domě s rodiči. Jenže rodiče nepracovali a neplatili nájem, jeho bratři, Peťoš a Kájoš v Husákově éře seděli ve vězení za příživnictví. Kájoš nedokončil průmyslovou školu, protože se mu nechtělo učit, ale naučil se svařovat a občas si přivydělal na brigádě. Když je vystěhovali z bytu, dostali nízký výměr za byt (30 000 Kč), a tak ho s bratry téměř celý propili. Poté bydleli chvíli v Kašparově chatě (Kašpar byl manžel Kájošovy sestry, posléze ji opustili a jejich dcera Eva skončila v dětském domově), pak si za poslední peníze koupili maringotku. Kájoš chtěl vykopat cedr a prodat ho, Péťoš kradl poklopy od kanálů a zuřil, když je v nemocnici vyměnili za betonové. Také Kraus si myslel, že výměna poklopů není řešení. Vykopali tedy cedr, do vzniknuvší díry pohřbili urnu s popelem své matky, za cedr dostali 400 Kč a Péťoš ještě ukradl kladivo. Svůj výdělek propili. Péťoš přesvědčil ostatní, aby s ním šli kladivem rozmlátit ty betonové poklopy u nemocnice. Kladivem v záchvatu zuřivosti rozbil i nějaká auta. Přijela policie a Peťoš asi půjde na šest let do vězení. Po kuřácké přestávce Kraus řekl primářce, že Paloš je vlastně v pořádku. Primářka poradila Krausovi, aby i on našel svůj způsob, jak být v pořádku.

### Kluk
Hans se svým patnáctiletým synem, kvůli výluce na trati, skončili ve Vítkovicích místo na hlavním nádraží; syn tam byl poprvé v životě, Hans po deseti letech. Nádraží ve Vítkovicích bývalo hlavní nádraží, nyní jde o pouhou zastávku; tramvaje na nehostinné místo téměř nejezdí, jdou tedy pěšky. Hans nevěří svým očím, netušil, že v „periferii v centru města“ ještě někdo žije. Došli na náměstí, ze kterého už jezdí více tramvajových linek, na chvíli zašli do hospody, ve které sedělo pár zamlklých tváří; Hans vyprávěl synovi, jak ve Vítkovicích dříve pracoval. Když dopili, Hans pocítil, že i on se stává periferií uprostřed synova srdce.

### Triceratops
Jaromír nese domů víno a zákusky, trápí ho, že nákup nemůže uložit do aktovky a přemýšlí o své dívce Lence, před ní žil sám, cítil tehdy prázdnotu, večírky s přáteli; ani Alenka, která se s ním v opilosti vyspala, mu od prázdnoty nepomohly. Velmi se mu líbily obrazy Zdeňka Buriana, nejen ty známé obrazy pravěku, obdivovával je a utěšovaly jeho srdce. Lenka je vlastně první žena, která Jaromíra poslala do obchodu pro víno a zákusky.

Lenka byla na Jaromíra velmi zvědavá, zaujal ji, když se s ním setkala u Hanse, Jaromír si vybíral knihy k zapůjčení. Posléze ho Lenka navštívila v jeho staromládeneckém bytě a poslala ho na nákup; když čekala, až se vrátí, zjistila, že byt je udržován v relativní čistotě a v pořádku. Na balkónové zdi, pod rákosovou rohoží objevila Jaromírovu malbu pouště s ještěrem (asi triceratopsem).

### Hořící dítě
Dívenka Katka trpěla nevyléčitelnou chorobou, ležela v nemocnici a často přemýšlela o matematice, která ji fascinovala. Zaujala ji 0, nelze jí dělit, ale lze jí násobit, znamená nic, ale při násobení spolkne jakékoliv číslo a promění ho v „nic“. Katka není šťastná, trpí bolestmi a nespavostí.

Katčin otec je zoufalý, den před štědrým dnem si rodiče odvážejí svá dítka domů, Katka ale musí zůstat. Snaží se s Katkou hrát imaginární šachy, ale po pár tazích se ztrácí. Jde i s Katčinou matkou do Katčina pokoje, vypráví ji pohádku, Katka se ho poté zeptá, kolik je čísel; odpoví ji, že nekonečno (tedy za posledním číslem v řadě je vždy ještě jedno). Katka je ráda, protože ten kousek času, který jim spolu zbývá, bude stejně dlouhý, jako všechny časy na světě.

### Salámoví koně
Roman s Uršulou měli syna Roberta (pojmenován kompromisem, mezi návrhy jmen obou rodičů – ROman po otci a po Uršulině otci, NorBERT). Robert se nedívá rád lidem do očí, když s nimi mluví, je velmi plachý. Roman byl s Robertem na cyklistickém výletě, po cestě narazili na „salámové koně“, když Roman Robertovi vysvětlil, že koně jsou salámoví, protože jde o herky, které brzy skončí v koňském salámu, tak byl Robert velmi nešťasten, že lidé jedí tak krásná zvířata, jako jsou koně. Přepadalo je silné krupobití, které museli přečkat pod širým nebem, krupobití se brzy přehnalo, otec se synem zjistili, že jen pár kroků od místa, kde stáli, byla dřevěná bouda, ve které se mohli před kroupami ukrýt. Na mostě přes Odru potkali asi sedmnáctiletou dívku, Roman se na ni usmál, ona jeho úsměv opětovala.

### Edita
Vladimír ležel v posteli a civěl do stropu, byl vyčerpán svými dětmi, kterým připravil večeři a přečetl jim pohádku, pohádal se totiž se svou ženou Editou, ona mu vyčítala, že chodí do hospody, on jí zase vyčítal jejího milence Karla. Edita mu v noci zavolá, Karel ji opustil, požádala ho, aby pro ni přijel do kanceláře. Vladimír pro ni přijel a trpělivě na ni čekal, než se odhodlá opustit kancelář, která jí poskytuje jakýsi azyl. Jeli spolu domů, Edita vyčerpáním usnula v autě, Vladimír jel úmyslně okružní silnicí, chtěl si ten okamžik užít, protože ráno může být zase všechno jinak.

### A ptáci taky
Olda je technik a lingvista, pracuje jako technický projektant, jeho manželkou je Betyna. Olda s Betynou jdou k psychologovi Nedomovi, Olda totiž trpí ornitofobií (fóbie z ptáků), vadí mu dokonce i jako hovorové označení penisu, jeho penis se mu proto hnusí. Skutečně první záchvat ornitofobie ho postihl, když mu Betyna řekla, že čeká dítě, Andreu. Oldův spolužák, Míla Kučera, prozrazuje Oldovi, že jako řezník se dřív bál zabíjení zvířat, dokud si to nezkusil. Posléze Oldovi sehnal krocana, kterého Olda zabil; tato zkušenost Oldovi mírně pomohla.

(název povídky, podle písně The Plastic People of the Universe)

### Teroristka
Hans debatuje s malířem Michalem v jeho ateliéru o skutečně „nevinném obrazu“, zda opravdu takový může existovat. Hans není gay, ani transvestita, ale nosí v sobě tak trochu ženu, třeba porno ho znechucuje. Michal naopak často užívá pornografické náměty ve většině svých obrazů, nechává se pornografií inspirovat. Hans se rozčiluje, že bizarnost vládne světu.

V novinách se objevuje zpráva, o čečenském teroristickém útoku na moskevské divadlo, policie na teroristy použila plyn, který zabil i většinu nevinných lidí uvnitř divadla.

Při Hansově další návštěvě Michalova ateliéru ukazuje Michal Hansovi svůj nový obraz „Mrtvá teroristka“. Tvář teroristky se podobá Hansově tváři, obraz už koupil nějaký boháč, pověsil ho ve svém klubu, kam se na něj Hans bude chodit dívat.

### Ray Bradbury
Lékař Karel Chudoba je vdovec, po smrti ženy Sofie se o něj starají jeho děti, trpí totiž Alzheimerovou chorobou, svému vnukovi vypráví o skutečném významu slov pacient (z latiny, trpělivý, trpící; nyní slovo znamená, netrpělivce, který odmítá nést svůj úděl nemocného člověka) a protekce (kdysi znamenalo ochranu, slabšího silnějším; nyní jde o kšeft, ochranu, za úplatu), neměl při tom ani tušení, jestli ho vnuk poslouchá.

Tim si poté vykládal se svou matkou Emílií, její, teď už nebožtík, manžel ji bil, Timi, nechápal, proč mu to říká. Pak se ji zeptal, proč mu říká Timothy, vysvětluje mu, že jde o spojení evangelické tradice a útěku z toho místa (jde o biblické jméno, ale také jméno chlapce z povídky Raye Bradburyho, který s rodiči prchne na Mars, před atomovou válkou. Emílie, povídku četla, za studené války, když byla vážná hrozba třetí světové války).
Chudobovi se mírně navrátilo vědomí, pomalu se procházel po zahradě, mluvil o smrti, a brankou vstoupil do slunečného zářijového dne.

## Divadelní hra
Ve Švandově divadle uvedli v březnu 2014 stejnojmennou divadelní hru na motivy knihy a dalších Balabánových děl Jsme tady a Zeptej se táty.